# Rikishi
Rikishi (jap. 力士 rikishi) – zapaśnik sumō. 

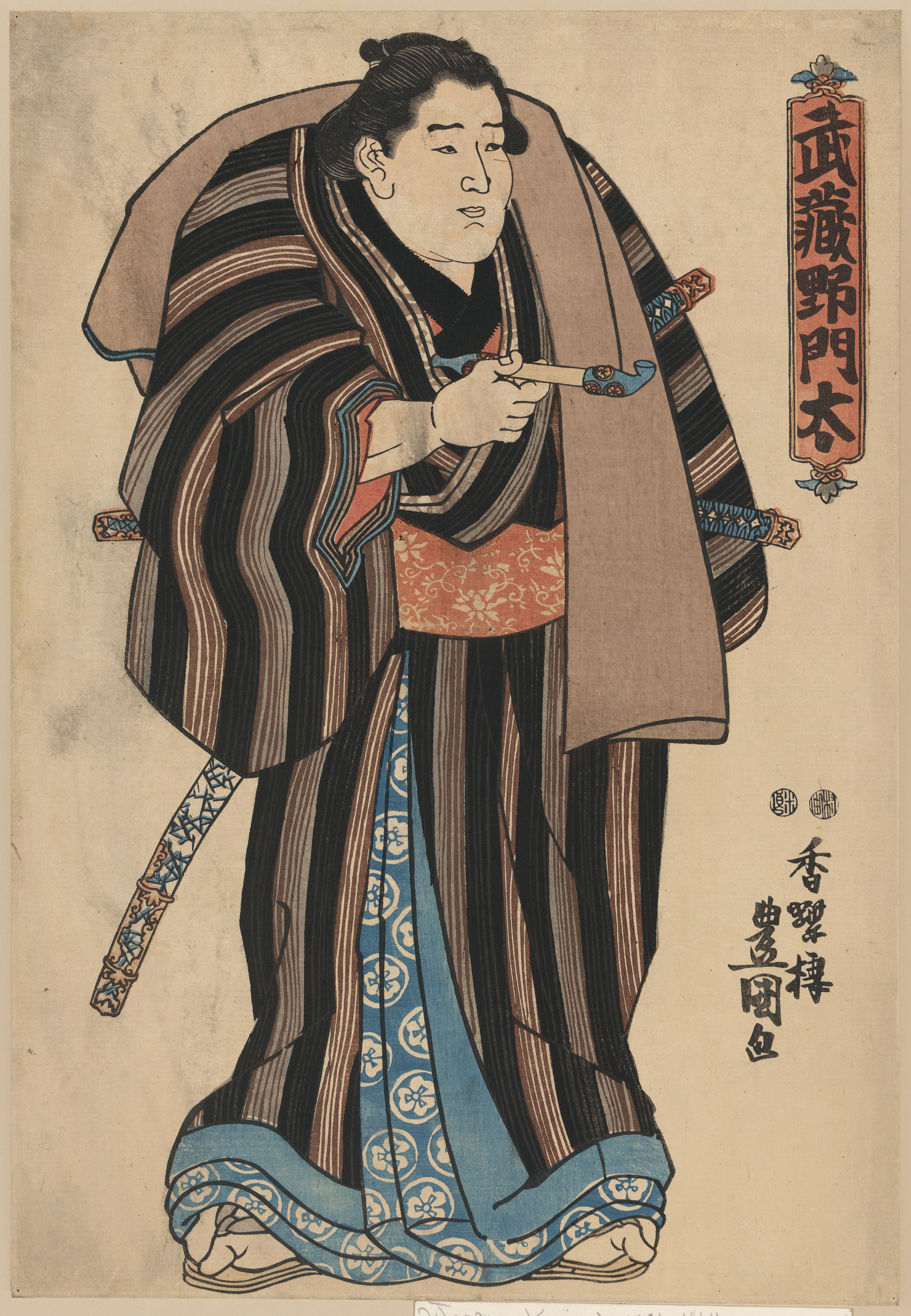
Kunisada Utagawa (1786–1865), Rikishi Monta Musashino (1810–1861)

Używa się także nazwy sumō-tori (jap. 相撲取り). Zawodników dwóch najwyższych dywizji (makuuchi i jūryō) określa się mianem sekitori (関取), pozostałych – deshi (弟子).